# Johann Lippet
Johann Lippet (n. 12 ianuarie 1951, Wels, Austria Superioară, Austria) este un poet și scriitor german care a trăit în România de la 5 la 37 de ani.

## Viața
Vâltoarea sfârșitului celui de-al Doilea Război Mondial i-a dus pe părinții săi departe de România, în Austria, unde s-a născut și Johann Lippet.
În 1956, familia lui Johann Lippet a revenit în România. Johann Lippet a crescut în satul Vizejdia, județul Timiș. A debutat în 1969 cu versuri în ziarul timișorean Neue Banater Zeitung.
După ce a urmat cursurile Facultății de germanistică și romanistică ale Universității din Timișoara (1970–1974), a fost profesor de limba germană la Timișoara (1974-1978), iar apoi secretar literar la Teatrul German de Stat din Timișoara. 
A devenit membru al Grupului de Acțiune Banat (Aktionsgruppe Banat), format dintr-un număr de tineri scriitori germani din România: Richard Wagner, Rolf Bossert, William Totok, Gerhard Ortinau).  După arestarea lui William Totok, în 1975, Grupul s-a dăstrămat. Ulterior cei din Grup au început să frecventeze cenaclul timișorean Adam Müller-Guttenbrunn, aici s-au alăturat foștilor membri ai Grupului scriitori ca Herta Müller, Helmuth Frauendorfer și Roland Kirsch.
Cât timp a locuit în România, i se propusese să devină informator al Securității, dar a refuzat cu demnitate.
În data de 12 iunie 1987 a emigrat în R. F. Germania. Din 1988 trăiește la Sandhausen lângă Heidelberg. După emigrare a exercitat mai multe profesii, între altele la Teatrul Național din Mannheim și la Academia pentru adulți (Akademie für Ältere) din Heidelberg.
Din 1999 este scriitor liber profesionist. Majoritatea lucrărilor sale literare au fost publicate la editura Wunderhorn din Heidelberg. Este căsătorit și are un copil.
În iarna anului 2007, Johann Lippet a venit în București, spre a-și vedea dosarul personal de urmărire informativă de la securitate. De aici a aflat că încă din anii’70 era pus în urmărire și că telefonul i-a fost ascultat în perioada 27 octombrie 1984 – 7 martie 1987. În dosar se aflau și 17 scrisori ale mamei sale, trimise sau primite de la rudele din Germania în perioada 22.10.1975-23.04.1976, când a efectuat el serviciul militar.

## Opere
- Biographie. Ein Muster (Poem), Editura Kriterion, București, 1980
- Biografie. Un model (un poem autobiografic), traducere Gabriel Gafița, București, Editura Cartea Românească, 1983
- So wars in Mai, so ist es (Așa a fost în mai, așa este), București, Editura Kriterion, 1984;
- Protokoll eines Abschieds und einer Einreise oder die Angst vor dem Verschwinden der Einzelheiten (Roman) (Proces verbal al unei despărțiri și al unei emigrări sau Despre teama de dispariție a detaliilor), Heidelberg, Das Wunderhorn, 1990
- Die Falten im Gesicht (Erzählung) (Despărțire, rezonanță și receptare, povestire) Heidelberg, Das Wunderhorn,1991)
- Abschied, Laut und Wahrnehmung (Poezii, 1994)
- Der Totengräber (Erzählung),  (Groparul - o povestire), Heidelberg, Das Wunderhorn, 1997
- Die Tür zur hinteren Küche (Roman, 2000) - (Ușa către bucătăria din dos)
- Banater Alphabet (Gedichte, 2001) - (Alfabet bănățean. Poezii)
- Anrufung der Kindheit (Gedichte, 2003) (Invocarea copilăriei, poeme), München, Books on Demand, 2003
- Mahljahre. Für Elfriede (Roman, 2004) - (Ani măcinați. Pentru Elfriede), InterGraf, Reschitza, 2004.
- Kapana, im Labyrinth (2004)
- Das Feld räumen (Roman, 2005) - (Părăsirea terenului)
- Rausch im Bild-Bilderrausch (2005)
- Vom Hören vom Sehen vom Finden der Sprache  (Poezii, 2006) - (Despre ascultarea, privirea și găsirea limbii)
- Migrant auf Lebzeiten. (Roman). Pop-Verlag, Ludwigsburg 2008 - (Migrator toată viața)
- Im Garten von Edenkoben. (Poezii). Lyrikedition 2000, München 2009 - (În grădina din Edenkoben)
- Das Leben einer Akte. Chronologie einer Bespitzelung. (Scriere documentară). Verlag Das Wunderhorn, Heidelberg 2009 - (Viața unui dosar. Cronologie a unei urmăriri)
- Dorfchronik, ein Roman. Roman. Pop-Verlag, Ludwigsburg 2010, 789 S.
- Der Altenpfleger. Zwei Erzählungen. Pop Verlag, Ludwigsburg 2011
- Tuchfühlung im Papierkorb. Ein Gedichtbuch. Pop Verlag, Ludwigsburg 2012
- Bruchstücke aus erste und zweiter Hand. Roman. Pop Verlag, Ludwigsburg 2012
- Die Quelle informiert. Ein Bericht, Pop Verlag, Ludwigsburg 2014

## Prezent în antologii
- Vînt potrivit pînă la tare. Zece tineri poeți germani din România, antologie și postfață de Peter Motzan, în românește de Ioan Muslea, cuvânt înainte de Mircea Iorgulescu, Editura Kriterion, București, 1982. Poeții antologati sunt: Anemone Latzina, Franz Hodjak, Rolf-Frieder Marmont, Johann Lippet, William Totok, Richard Wagner, Rolf Bossert, Hellmut Seiler și Horst Samson, Helmut Britz.

- A fost inclus în antologia bilingvă Scriitori germani din România de după 1945, apărută în 2012 la Editura Curtea Veche[5].

## Distincții
- Premiul pentru debut al Uniunii Scriitorilor din România, pentru Biographie. Ein Muster (1980)
- Premiul de încurajare Adam-Müller-Guttenbrunn pentru proză, Timișoara (1980)
- Premiul pentru literatură Adam-Müller-Guttenbrunn pentru versuri, Timișoara (1983)
- Premiul Fundației Henning-Kaufmann pentru păstrarea purității limbii germane (1989)
- Burse de creație ale Cercului scriitorilor gemani (Förderkreis deutscher Schriftsteller) din Baden-Württemberg (1991, 1995, 1999)
- Premiul Landului Baden-Württemberg pentru cartea Der Totengräber (1997)
- Bursa casei artiștilor din Edenkoben (1998)
- Bursa Fundației Konrad-Adenauer (2001).
- Bursa pentru literatură a Fundației pentru artă din Baden-Württemberg (2003)